# Định Công (phường)
Định Công là một phường thuộc thành phố Hà Nội, Việt Nam.

## Lịch sử
Dưới thời Bắc thuộc, Định Công thuộc địa bàn quận Giao Chỉ. Đến thời Đại Việt, sau khi Lý Công Uẩn lên ngôi vua và lập ra triều đại nhà Lý, ông dời đô từ Hoa Lư ra Thăng Long (năm 1010) thì đất Định Công trở thành một làng xã ven đô thuộc huyện Long Đàm (Đầm Rồng) của kinh thành Thăng Long.
Xã Định Công được hình thành từ hai thôn Thượng và Hạ, thuộc tổng Khương Đình, huyện Thanh Trì.
Ngày 6 tháng 11 năm 2003, Chính phủ ban hành Nghị định số 132/2003/NĐ-CP về việc:
- Thành lập quận Hoàng Mai thuộc thành phố Hà Nội.
- Thành lập phường Định Công thuộc quận Hoàng Mai trên cơ sở toàn bộ 270 ha diện tích tự nhiên và 14.966 nhân khẩu của xã Định Công thuộc huyện Thanh Trì.

Tính đến ngày 31 tháng 12 năm 2024, phường Định Công có diện tích 2,77 km² và quy mô dân số là 47.207 người.
Ngày 16 tháng 6 năm 2025, Quốc hội Việt Nam quyết định một phần diện tích tự nhiên, quy mô dân số của các phường Định Công, Hoàng Liệt, Thịnh Liệt, xã Tân Triều, xã Thanh Liệt, một phần diện tích tự nhiên, toàn bộ quy mô dân số của phường Đại Kim và phường Giáp Bát thành phường Định Công mới.

## Địa lý
Phường Định Công có vị trí địa lý: 
- Phía Đông tiếp giáp phường Hoàng Mai (ranh giới đi theo đường Giải Phóng)
- Phía Tây tiếp giáp phường Khương Đình (ranh giới đi theo địa giới hành chính phường cũ)
- Phía Nam tiếp giáp phường Hoàng Liệt (ranh giới đi theo đường Nguyễn Hữu Thọ - Vành đai 3)
- Phía Bắc tiếp giáp phường Phương Liệt (ranh giới đi theo đường giao thông quy hoạch - Vành Đai 2.5)

Phường Định Công có các khu đô thị mới: Định Công, Định Công – Đại Kim, Định Công Thượng – Hạ, bệnh viện Bưu điện, Học viện Khoa học Quân sự.

## Hành chính
Trụ sở phường đặt tại số 1 ngõ 282 đường Kim Giang, trước là trụ sở phường Đại Kim cũ.

## Kinh tế
Định Công nằm trong khu vực đã và đang đô thị hóa mạnh, với sự xuất hiện của nhiều khu đô thị, khu dân cư mới. Nhiều trung tâm thương mại, cửa hàng tiện ích, siêu thị, chuỗi nhà hàng, cà phê phát triển mạnh tại các trục đường chính như Giải Phóng, Kim Giang, Định Công Thượng, Định Công Hạ và các khu chung cư. Lĩnh vực bất động sản đang đóng vai trò quan trọng trong cơ cấu kinh tế của phường, với nhiều dự án đầu tư có quy mô lớn. Định Công ngày nay vẫn còn một số nghề truyền thống như nghề kim hoàn đậu bạc (làng Định Công) được thành phố công nhận là “Nghề truyền thống Hà Nội” năm 2024.

## Giao thông
| - Phố Bằng Liệt - Phố Bùi Xương Trạch - Phố Đại Từ - Phố Đặng Xuân Bảng - Phố Định Công - Phố Định Công Hạ - Phố Định Công Thượng - Đường Giải Phóng |  | - Phố Hà Kế Tấn - Phố Hồng Quang - Đường Kim Giang - Phố Linh Đàm - Đường Nghiêm Xuân Yêm - Phố Nguyễn Cảnh Dị - Phố Nguyễn Công Thái |  | - Phố Nguyễn Hữu Thọ - Đường Phạm Tu - Đường Quang Liệt - Đường Thanh Liệt - Phố Trần Hòa - Phố Trịnh Đình Cửu - Phố Vũ Tông Phan |

## Văn hóa

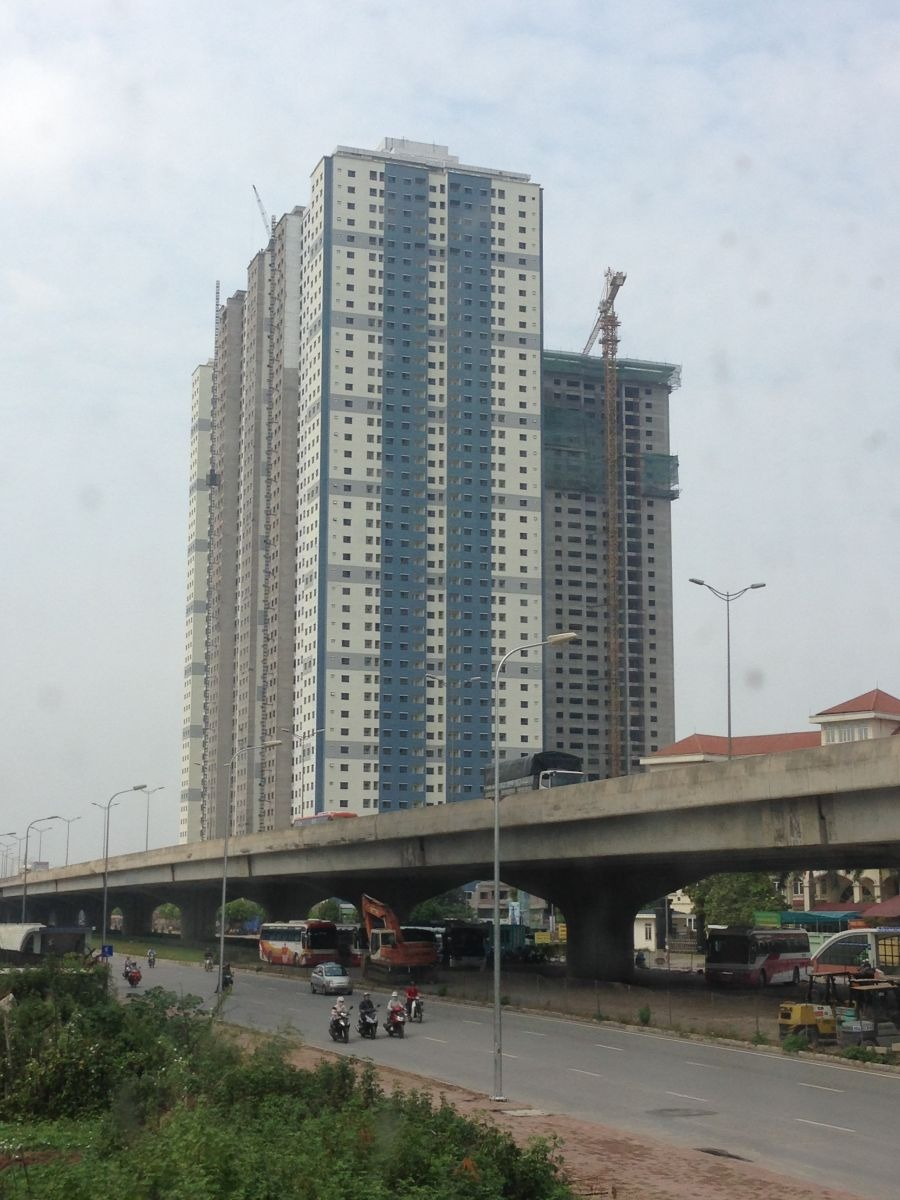
Một tòa chung cư tại khu đô thị mới Kim Văn Kim Lũ

Phường Định Công có nhiều di tích lịch sử - văn hóa được xếp hạng di tích lịch sử cấp Quốc gia như Định Thôn Thượng, đền thờ Tổ Kim Hoàn, chùa Thiên Phúc (1996); miếu, đình Định Công Thượng (1994); đình, đền chùa Định Công Hạ (1996); chùa Lủ; Lăng mộ Nguyễn Văn Siêu, lăng mộ và nhà thờ Nguyễn Trọng Hợp.
Phường có nhiều lễ hội truyền thống như lễ hội làng ngày 12 tháng 2 âm lịch tưởng nhớ công ơn Đức thánh Chàng Công Sơ và Đức thánh Đoàn Thượng; hội đền Đức Bồng thờ một vị thần nghề nông; lễ hội Đầm Sen 12 tháng 8 âm lịch; lễ hội làng Đại Từ, hội làng Kim Giang. Sau phần lễ, phần hội có nhiều hoạt động văn hóa, văn nghệ, vui chơi giải trí như hát quan họ, cờ tướng, bắt vịt, đi cầu kiều hái lộc, bắt lươn, đập niêu và ném vòng.

## Người nổi tiếng
- Bùi Xương Trạch (1451-1529), quan thời Lê sơ[5]
- Bùi Huy Bích (1744-1818), quan thời Lê-Trịnh[11]